# Davide I di Scozia
Davide I (ovvero Dabíd I Mac Maíl Choluim o, in inglese, David I MacMalcolm) (1084 circa – Carlisle, 24 maggio 1153) è stato principe di Cumbria dal 1113 al 1124 e re di Scozia dal 1124 al 1153; è venerato come santo dalla Chiesa cattolica, che ne celebra la memoria il 24 maggio.
Figlio maschio ultimogenito di Malcolm III e di Margherita, David trascorse la maggior parte della sua infanzia in Scozia, ma venne esiliato in Inghilterra nel 1093. Ad un certo punto, forse dopo 1100, divenne un assiduo frequentatore della corte del re Enrico I d'Inghilterra e questa esperienza lo espose a lungo alla cultura anglo-francese. Ebbe tra i suoi precettori anche sant'Aelredo di Rievaulx.Quando il fratello Alessandro I di Scozia morì nel 1124, David decise, con la protezione di re Enrico I, di prendere il regno della Scozia per sé. Fu costretto a partecipare alla guerra contro il suo rivale e nipote, Malcolm MacAlexander.
Per sottomettere il nipote, Davide impiegò dieci anni e nella battaglia morì anche Óengus, conte di Moray, che stava dalla parte del nipote di Davide. La vittoria gli permise di espandere il suo controllo alle zone più lontane del regno. Dopo la morte di Enrico I, Davide sostenne la pretesa della figlia di Enrico, l'ex imperatrice-consorte Matilda, al trono d'Inghilterra; nel corso della questione, entrò in conflitto con il re Stefano d'Inghilterra e poté espandere i suoi domini nell'Inghilterra del Nord, nonostante la sua sconfitta nella battaglia dello Stendardo nel 1138.
Il termine rivoluzione davidiana è usato da molti eruditi per ricapitolare i cambiamenti che sono avvenuti nel regno di Scozia durante il regno di Davide. Tra questi: la fondazione dei "borghi", l'attuazione degli ideali della riforma gregoriana, la fondazione di monasteri, la regolamentazione del governo scozzese e l'introduzione del feudalesimo attraverso l'immigrazione dei cavalieri francesi ed anglo-francesi.

## Biografia

### Primi anni
I primi anni di Davide I costituirono il periodo più oscuro della sua vita. Gli storici possono soltanto fare delle ipotesi su alcuni fatti dell'adolescenza di Davide a causa della scarsezza delle fonti. Non si sa dove sia nato e anche la data di nascita è imprecisa: si suppone che sia avvenuta in un periodo compreso tra il 1083 e il 1085. Era probabilmente l'ottavo figlio di re Malcolm III di Scozia ma certamente almeno il sesto ed il più giovane nato dall'unione del sovrano con la regina Margherita. Nel 1093 re Malcolm e il fratello maggiore di Davide ed erede al trono Edoardo furono uccisi ad Alnwick, durante l'invasione del Northumberland.
Davide e i suoi due fratelli Alessandro ed Edgar, entrambi futuri re di Scozia, erano probabilmente presenti quando la loro madre morì. Secondo la tradizione medioevale successiva, i tre fratelli erano a Edimburgo quando vennero assediati dal loro zio, Domnald Bán: si trattò probabilmente di quel Donald che era giunto fino ad Edimburgo per impedire a Margherita di esigere il trono in nome di uno dei suoi figli ed è probabilmente quel Donald che era stato incoronato a Scone. Non si sa esattamente che cosa sia accaduto dopo, ma un'inserzione nella Cronaca di Melrose dichiara che Donald costrinse i suoi tre nipoti all'esilio, anche perché si era alleato ad un altro nipote, Edmund. John di Fordun scrisse, secoli dopo, che vennero scortati in Inghilterra dallo zio materno Edgardo Atheling.
William Rufus re d'Inghilterra, si oppose a Donald per l'annessione della parte più a nord del regno. Inviò il figlio maggiore di re Malcolm, il fratellastro di Davide, Duncan, in Scozia con un esercito a sua disposizione. Duncan però venne ucciso nello stesso anno (1094) e così nel 1097 William inviò in Scozia il fratellastro di Duncan, Edgar. Ma questa volta il secondo figlio ebbe più successo e venne incoronato re alla fine del 1097. A Donald furono invece cavati gli occhi e fu imprigionato a vita nelle prigioni del castello.
Durante la lotta per il potere del 1093-1097 Davide era in Inghilterra. Nel 1093, poteva aver avuto circa nove anni.
Dal 1093 fino al 1103 di Davide non si sa molto, ma sembra che sia stato in Scozia per parte della fine degli anni Novanta. Quando William Rufus venne ucciso, gli succedette Enrico I d'Inghilterra, che per aumentare il suo potere sposò la sorella di Davide, Matilde. L'unione fece di Davide il cognato del re d'Inghilterra.

### Incoronazione
Nel 1099 re Edgar di Scozia fece visita a William Rufus per poter ampliare il confine fino a sud del fiume Forth, ma nel 1107 Edgar morì, così toccò a Davide continuare le trattative, cosa che non avvenne prima del 1113, quando riuscì ad espandere il confine che ora comprendeva le contee di Roxburghshire, Selkirkshire, Berwickshire, Peeblesshire e Lanarkshire guadagnandosi il titolo di Principe di Cumbria, il territorio più a sud della Scozia e quindi confinante con il Regno d'Inghilterra. Questo titolo gli rimase fino al 1124, anno in cui morì il fratello Alessandro I di Scozia, e dopo una disputa tra Davide e il figlio di Alessandro, Malcolm vide salire al trono di Scozia Davide.
Nel 1113 Davide sposò la vedova di Simone di Senlis, Matilde di Huntingdon, figlia di Waltheof II, conte di Northumbria, e di Judith di Lens, acquisendo così per matrimonio anche il titolo di conte di Huntingdon. Il figlio di Alessandro, Malcolm, scelse la via della guerra per salire al trono di Scozia.
Orderico Vitale ha segnalato che Malcolm «...preso a strappare il regno a [David], combatté contro di lui due battaglie sufficientemente feroci; ma Davide, che era più grande nel capire, oltre che nella potenza e nella ricchezza, ha conquistato lui ed il seguito». Malcolm scappò disarmato nelle regioni della Scozia non ancora sotto il controllo di Davide e in quelle zone ottenne riparo e aiuto. Nell'aprile-maggio dello stesso anno Davide venne incoronato re di Scozia a Scone. Se in seguito le testimonianze scozzesi e irlandesi possono essere considerate esatte, la cerimonia di incoronazione fu costituita da una serie di elaborati rituali tradizionali, del genere pagano del mondo Anglo-Francese del XII secolo, per i loro elementi "non cristiani". Ailred di Rievaulx, amico e in quel momento anche membro della corte di Davide, ha segnalato che Davide «...era così disgustato da quegli atti di omaggio che gli erano stati offerti dalla nazione scozzese, nel modo dei loro padri quando dovevano omaggiare un nuovo re, che era stato costretto con difficoltà dai vescovi a riceverli».

### Seconda guerra per la successione
Nel 1130 morì la moglie di Davide, Matilde, mentre lui era alla corte inglese e nel frattempo il fratellastro Malcolm, aveva ottenuto il sostegno di Óengus, re del Moray, che era il più importante vassallo di Davide. I ribelli scozzesi marciarono fino nella regione di Angus, dove si scontrarono con Edward Connestabile di Mercia, secondo gli Annali dell'Ulster. Nella conseguente battaglia di Stracathro morirono 1.000 uomini dell'esercito di Edward e 4.000 di quello di Oengus, tra i quali lo stesso Oengus. Così Malcolm riprese a fuggire e la guerra civile continuò per altri quattro anni.
Pare che Davide avesse chiesto aiuto al re Enrico I, che gli inviò una grossa flotta e molti cavalieri normanni per aiutarlo a sedare la rivolta. La flotta attraversò il Mare d'Irlanda, il Firth of Clyde, e sbarcò nella costa di Argyll, dove Malcolm godeva del sostegno maggiore. Nel 1134 Malcolm venne catturato e imprigionato nel castello di Roxburgh.

### Pacificazione con i territori del Nord e di Ovest
Nel periodo seguente Davide riportò la pace nei territori del nord che avevano sostenuto Malcolm, dal 1130 al 1134 aveva condotto una campagna per occupare i territori di Strathgryfe e l'area attorno a Renfrew. Si riappacificò con la contea di Moray e conferì il titolo di conte al nipote William fitz Duncan, che aveva perso i diritti di successione al trono per la nascita di Enrico, figlio di Davide, e poi sposò la figlia di Oengus per aumentare la sua autorità su quella regione. Fondò i "borghi" (città) di Elgin e Forres nella contea di Moray; fondò il Priorato di Urquhart e pagò dei tributi a Argyll.
Mentre nel 1136 combatteva contro re Stefano d'Inghilterra, che cercava di dominare il Nord dell'Inghilterra, Davide continuò ad aumentare il suo controllo nel Nord della Scozia. Nel 1139 suo cugino Harald Maddadsson divenne a 5 anni conte delle Orcadi e nel 1140 Caithness e Sutherland passarono sotto dominio scozzese. Poco prima del 1146 Aindréas venne nominato primo vescovo di Caithness. Nel 1150 Caithness e la contea delle Orcadi passarono sotto il completo controllo scozzese.
Nel 1151 Øystein II di Norvegia portò una grande flotta attorno alle Orcadi e catturò di sorpresa il giovane Harald nella sua residenza a Thuson e lo costrinse a pagare il rilascio con la sua fedeltà al re norvegese. Nello stesso anno Davide rispose frettolosamente, sostenendo le pretese alla contea delle Orcadi del rivale di Harald, Erlend Haraldsson, assegnandogli metà di Caithness in opposizione a Harald. Il re Eystein rispose a sua volta facendo una concessione simile allo stesso Erlend, annullando l'effetto della concessione di Davide. La debolezza di Davide nelle Orcadi era dovuta al fatto che i re norvegesi non erano disposti a tornare indietro e ciò diminuì notevolmente il suo controllo su quella regione.

### Successione e morte
Forse il colpo peggiore ai progetti di Davide avvenne il 12 luglio 1152 allorché Enrico, conte di Northumberland, unico figlio maschio sopravvissuto di Davide e suo successore, morì, probabilmente a causa di una malattia che lo affliggeva da tempo. Davide sapeva che non sarebbe ancora vissuto a lungo (sarebbe infatti morto a meno di un anno). Allora designò suo nipote Malcolm come successore e suo nipote William come conte di Northumberland. Duncan I, conte di Fife, il maggiore magnate della Scozia di quel periodo, venne nominato tutore di Malcolm, che era diventato re a 11 anni. La salute di Davide cominciò a peggiorare seriamente nella primavera del 1153 e il 24 maggio Davide morì. Nel suo necrologio, riportato negli Annali di Tigernach, venne chiamato: Dabíd mac Mail Colaim, rí Alban & Saxan ("Davide figlio di Malcolm, re della Scozia e dell'Inghilterra"), un titolo che ha riconosciuto l'importanza di una parte della nuova Inghilterra del regno di Davide.

## Discendenza
Da Maud (o Matilde) di Huntingdon, David ebbe:
- Malcolm, principe di Scozia, morto infante.
- Enrico, conte di Huntingdon e padre di Malcolm IV di Scozia.
- Claricia, principessa di Scozia.
- Hodierna, principessa di Scozia.

## Ascendenza
|                       |                          |                           | Genitori             |  |  | Nonni |  |  | Bisnonni          |  |  | Trisnonni |  |
|                       |                          |                           |                      |  |  |       |  |  | Crinán di Dunkeld |  |  | …         |  |
|                       |                          |                           |                      |  |  |       |  |  | Crinán di Dunkeld |  |  | …         |  |
|                       |                          | …                         |                      |  |  |       |  |  | Crinán di Dunkeld |  |  |           |  |
| Duncan I di Scozia    |                          |                           |                      |  |  |       |  |  | Crinán di Dunkeld |  |  |           |  |
|                       |                          | Bethóc di Scozia          | Malcolm II di Scozia |  |  |       |  |  |                   |  |  |           |  |
|                       |                          | Bethóc di Scozia          | Malcolm II di Scozia |  |  |       |  |  |                   |  |  |           |  |
|                       |                          | Bethóc di Scozia          | …                    |  |  |       |  |  |                   |  |  |           |  |
| Malcolm III di Scozia |                          | Bethóc di Scozia          |                      |  |  |       |  |  |                   |  |  |           |  |
|                       |                          | …                         | …                    |  |  |       |  |  |                   |  |  |           |  |
|                       |                          | …                         | …                    |  |  |       |  |  |                   |  |  |           |  |
|                       |                          | …                         | …                    |  |  |       |  |  |                   |  |  |           |  |
| Suthen                |                          | …                         |                      |  |  |       |  |  |                   |  |  |           |  |
|                       |                          | …                         | …                    |  |  |       |  |  |                   |  |  |           |  |
|                       |                          | …                         | …                    |  |  |       |  |  |                   |  |  |           |  |
|                       |                          | …                         | …                    |  |  |       |  |  |                   |  |  |           |  |
| Davide I di Scozia    |                          | …                         |                      |  |  |       |  |  |                   |  |  |           |  |
|                       | Edmondo II d'Inghilterra | Etelredo II d'Inghilterra |                      |  |  |       |  |  |                   |  |  |           |  |
|                       | Edmondo II d'Inghilterra | Etelredo II d'Inghilterra |                      |  |  |       |  |  |                   |  |  |           |  |
|                       | Edmondo II d'Inghilterra | Aelfgifu di York          |                      |  |  |       |  |  |                   |  |  |           |  |
| Edoardo l'esiliato    | Edmondo II d'Inghilterra |                           |                      |  |  |       |  |  |                   |  |  |           |  |
|                       |                          | Ealdgyth                  | …                    |  |  |       |  |  |                   |  |  |           |  |
|                       |                          | Ealdgyth                  | …                    |  |  |       |  |  |                   |  |  |           |  |
|                       |                          | Ealdgyth                  | …                    |  |  |       |  |  |                   |  |  |           |  |
| Margherita di Scozia  |                          | Ealdgyth                  |                      |  |  |       |  |  |                   |  |  |           |  |
|                       |                          | …                         | …                    |  |  |       |  |  |                   |  |  |           |  |
|                       |                          | …                         | …                    |  |  |       |  |  |                   |  |  |           |  |
|                       |                          | …                         | …                    |  |  |       |  |  |                   |  |  |           |  |
| Agata di Kiev         |                          | …                         |                      |  |  |       |  |  |                   |  |  |           |  |
|                       |                          | …                         | …                    |  |  |       |  |  |                   |  |  |           |  |
|                       |                          | …                         | …                    |  |  |       |  |  |                   |  |  |           |  |
|                       |                          | …                         | …                    |  |  |       |  |  |                   |  |  |           |  |
|                       |                          | …                         |                      |  |  |       |  |  |                   |  |  |           |  |